# Harpactus
Harpactus Shuckard, 1837 — род песочных ос из подсемейства Bembicinae (триба Bembicini). Более 70 видов.

## Распространение
Голарктика. В мире более 70 видов. В Европе около 20 видов. Для СССР указывалось около 20 видов.
В Палеарктике 54 вида, в России 11 видов.

## Описание
Мелкие осы (5—10 мм). Тело чёрное, черно-красное или желтовато-рыжее с развитым жёлтым или белым рисунком. Гнездятся в земле. Личинок кормят мелкими цикадками (Cicadellidae, Cercopidae).  Среди их естественных врагов есть паразитоиды осы Nysson distinguendus, Nysson dimidiatus, Nysson maculatus и осы-блестянки Hedychridium roseum и Hedychridium cupreum.

## Систематика
Более 70 рецентных видов. Относится к трибе Bembicini.

### Виды Европы
- Harpactus affinis (Spinola 1808)
- Harpactus alvaroi Gayubo 1992
- Harpactus annulatus Eversmann 1849
- Harpactus consanguineus (Handlirsch 1888)
- Harpactus creticus (Beaumont 1965)
- Harpactus croaticus Vogrin 1954
- Harpactus elegans (Lepeletier 1832)
- Harpactus exiguus (Handlirsch 1888)
- Harpactus fertoni (Handlirsch 1910)
- Harpactus formosus (Jurine 1807)
- Harpactus guichardi (Beaumont 1968)
- Harpactus laevis (Latreille 1792)
- Harpactus leucurus (A. Costa 1884)
- Harpactus lunatus (Dahlbom 1832)
- Harpactus moravicus (Snoflak 1943)
- Harpactus morawitzi Radoszkowski 1884
- Harpactus niger (A. Costa 1858)
- Harpactus picticornis Vogrin 1954
- Harpactus priscus Ljubomirov 2001
- Harpactus pulchellus (A. Costa 1859)
- Harpactus quadrisignatus (Palma 1869)
- Harpactus schwarzi (Beaumont 1965)
- Harpactus tauricus Radoszkowski 1884
- Harpactus tumidus (Panzer 1801)
- Другие виды